# Wojciech Bogusławski

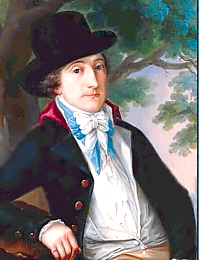
Wojciech Bogusławski vor 1829

Wojciech Romuald Bogusławski (deutsch auch Adalbert Bogusławski; * 9. April 1757 in Glinno bei Posen; † 23. Juli 1829 in Warschau) war ein polnischer Schauspieler, Opernsänger, Schriftsteller, Übersetzer und Theaterregisseur der polnischen Aufklärung sowie Gründer der Oper in Kalisz und verschiedener polnischer Theater. Er wird auch „Vater des polnischen Theaters“ genannt.
Er schrieb mehr als 80 Stücke, hauptsächlich Komödien von Schriftstellern Westeuropas. 1811 hat er mit seiner Übersetzung von Hamlet dem polnischen Publikum erstmals Shakespeare vorgestellt. Als Theaterregisseur verbesserte er die Situation des Schauspielberufs und machte Schauspieler von Entertainern zu als Künstler anerkannten Fachleuten.

## Leben

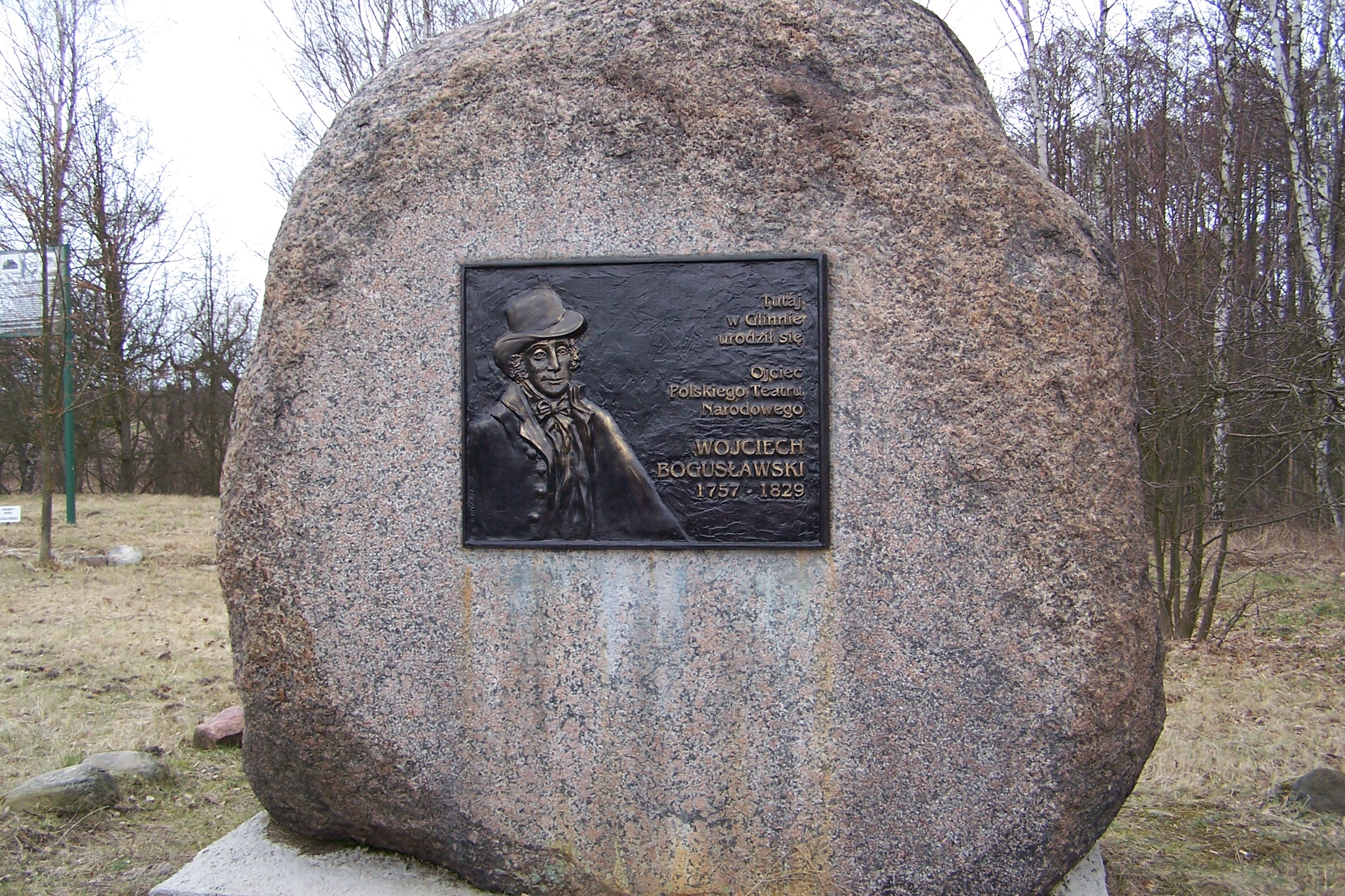
Gedenkstein in Glinno, dem Geburtsort von Wojciech Bogusławski

Bogusławski stammte aus dem niederen Adel. Er war der Sohn von Leopold Andrzej Bogusławski (* 1723, † 1793), Regent von Posen und später der Stadt Krakau, und dessen Frau Anna Teresa Linowska (* 1734, † vor 1770). Er besuchte ab 1769 ein Piaristen-Kolleg in Warschau und studierte ab 1770 an der Krakauer Akademie und ab 1771 an den Nowodworski-Schulen. 1774 begab er sich zum Hof von Bischof Kajetan Sołtyk, wo er an Amateurtheateraufführungen teilnahm. 1775 trat er in die litauische Infanterie ein. Drei Jahre später verließ er das Militär als Kadett, ohne befördert worden zu sein.
1784 wurde er in der Freimaurer-Loge „Iziz-Tempel“ aufgenommen, war während der preußischen Herrschaft Polens im „Tempel der Weisheit“ und schließlich wieder im „Tempel der Izis“. Er blieb Freimaurer bis zur Auflösung der Logen im Königreich Polen und erreichte den Status eines Meisters (Klasse III).
1823 (oder 1824) verheiratete er sich mit Augusta Siegmund und lebte seitdem auf dem Gut Jasień in Lubochnia. Mit Augusta hatte er drei Kinder: Rozalia, Stanisław und Teodor.
1827 trat er zum letzten Mal in der Komödie Koszyk wiśni („Kirschkorb“) auf. Zwei Jahre später starb er 72-jährig. Seine Grabstätte befindet sich auf dem Powązki-Friedhof in Warschau.

## Laufbahn
Wojciech Bogusławski begann seine Theaterkarriere 1778, als er sich der Truppe von Ludwik Montbrum anschloss. Er gab sein professionelles Bühnendebüt mit einer Adaption von Franciszek Bohomolecs Kantate Nędza uszczęśliwiona („Das in Glück verwandelte Leid“, auch „Glück im Unglück“ genannt) zu einer Oper mit der Musik von Maciej Kamieński. 1781 trat er in Lemberg mit der Theatertruppe von Agnieszka und Tomasz Truskolaski auf, kehrte aber schon im Jahr darauf nach Warschau zurück, wo er am Nationaltheater engagiert wurde. 1783 übernahm er die Leitung des Theaters und führte Tourneen in Städte wie Dubno und Grodno durch. Gleichzeitig gründete er mit Unterstützung von König Stanislaus II. August Poniatowski (Stanisław Antoni Poniatowski) ein eigenes Theater in Posen, das jedoch rasch wieder eingestellt wurde. 1785 gründete er ein weiteres Theater in Vilnius. Er inszenierte noch im gleichen Jahr Franciszek Zabłockis Fircyk w zalotach („Die Werbung des Dandy“) und 1786 die polnische Premiere von Pierre Beaumarchais’ revolutionärer Komödie Figaros Hochzeit. Im Januar jeden Jahres gab er Vorführungen in Dubno; 1789 trat er mit seiner Truppe in Lemberg (Februar) und Grodno (Sommer) auf. 1790 kehrte er auf Wunsch von König Stanisław II. August mit einer Truppe seines Theaters nach Warschau zurück, um wieder die Leitung des Nationaltheaters zu übernehmen.
Sein Ziel dieser zweiten Amtszeit als Direktor des Nationaltheaters war, ein wirkliches Nationaltheater mit einer künstlerischen, sozialen und bürgerlichen Mission aufzubauen. Bogusławski betrachtete das Theater in erster Linie als Schule der Moral und als Plattform für die Verbreitung nationaler Ideale. Während des turbulenten vierjährigen Sejm waren staatliche Reformen Gegenstand zahlreicher Aufführungen im Nationaltheater. Als Unterstützer der Reformer deckte Bogusławskis Repertoire die Themen ab, die er für die Polen als die wichtigsten ansah. In dieser Zeit schrieb er auch für das Theater. Nachdem er 1791 Julian Ursyn Niemcewicz’ Powrót posla („Die Heimkehr des Landboten“), Polens erste politische Komödie, inszeniert hatte, schrieb und inszenierte er deren Fortsetzung mit dem Titel Dowód wdzięczności narodu („Dankesbeweis der Nation“) und inszenierte Józef Wybickis Szlachcic Mieszczaninem („Der edle Bourgeois“). Er schrieb und inszenierte 1792 auch Henryk Szosty na łowach („Heinrich VI. auf der Jagd“) sowie 1794 sein berühmtestes Werk, Cud mniemany, Czyli krakowiacy i górale („Das vermutete Wunder oder Die Krakowiter und die Bergbewohner“), Polens erste, von Jan Stefani vertonte Oper, die allgemein als Aufruf zum Widerstand gegen die von den Nachbarstaaten betriebene Dritte Teilung Polens angesehen wurde. Das Stück wurde am Vorabend des Kościuszko-Aufstands uraufgeführt und nach nur drei Vorstellungen von der Zensur verboten. Die Öffentlichkeit verstand jedoch sofort die darin enthaltenen politischen Anspielungen, und bald sangen alle in Warschaus Straßen Passagen aus der Oper. Bogusławski sollte wegen dieser Inszenierung verhaftet werden, entkam dem jedoch – dank einer Intervention des Marschalls der Krone Fryderyk Józef Moszyński, wie vermutet wird.
Nach der Niederschlagung des Aufstands begab sich Bogusławski nach Lemberg und nahm einen großen Teil der Kostüme und Requisiten sowie die Bibliothek des Theaters mit. In Lemberg gründete und betrieb er wieder ein polnisches Theater, das bis 1799 bestand. Nach Verhandlungen mit der Zensurbehörde inszenierte er 1796 Die Krakowiter und die Bergbewohner erneut und führte 1797 erstmals in Polen Shakespeares Hamlet auf. In Lemberg produzierte er auch sein eigenes Melodrama Iskahar, Król Guaxary („Iskahar, König von Guaxara“).
1799 kehrte Bogusławski nach Warschau zurück und wurde zum dritten Mal, bis 1814, Direktor des Nationaltheaters. Während dieser Zeit gründete er 1801 das Theater in Kalisz und trat auch in einer Reihe anderer polnischer Städte auf, darunter in Posen, Łowicz, Krakau und Danzig. Er blieb bei einem großen Teil des Publikums sehr beliebt, Kritiker hingegen beschuldigten ihn zunehmend, einen „vulgären Geschmack“ zum Ausdruck zu bringen.
1811 organisierte er Polens erste Schauspielschule. Er schrieb 1812 ein Lehrbuch mit dem Titel Dramaturgia, czyli nauka sztuki szenicznej dla Szkoły Teatralnej („Lehre der Dramaturgie, d. h. der darstellenden Künste“). 1814 übergab er seinem Schwiegersohn Ludwik Osiński die Leitung des Nationaltheaters, blieb aber mit diesem verbunden. Zunächst trat er dort mit seiner eigenen Truppe auf, später aber auch noch auf anderen Bühnen, unter anderem in Vilnius. Gegen Ende seines Lebens schrieb und veröffentlichte er Dzieie Teatru Narodowego („Geschichte des Nationaltheaters“), stellte seine Dzieła Dramatyczne („Dramatische Werke“) zusammen und druckte sie.

## Bedeutung
Bogusławski führte klassische Tragödien auf der polnischen Bühne ein, u. a. von Shakespeare, dessen Werke er auf der Grundlage von Übersetzungen verschiedener Adaptionen aufführte. Bogusławski schrieb auch mehrere eigene Stücke und übersetzte, adaptierte, modifizierte und passte viele französische, deutsche, englische und italienische Werke an die polnische Wirklichkeit an. Insgesamt verfasste er mehr als achtzig Tragödien, Komödien, Dramen und Opernlibretti. Bogusławski war zunächst ein Befürworter der klassischen französischen Prinzipien, konzentrierte sich jedoch später auf die Moralisierung deutscher Dramen, die für ihn näher an der Lebenswirklichkeit waren. Er inszenierte Werke von Jean Racine, Molière, Voltaire, Pierre Beaumarchais, Denis Diderot, Friedrich Schiller und Gotthold Ephraim Lessing. Er beschränkte sich aber nicht nur auf ein Repertoire der Hochkultur, sondern inszenierte auch Melodramen und Varietés, die viele Zuschauer anzogen, sowie Opern und Ballette.
Bogusławski errichtete überall, wo er war, sofort eine polnische Bühne, die auch nach seinem Weggang weiterhin als unabhängige Institutionen fungierten. Schauspieler, die aus seiner „Schule“ hervorgingen, gründeten ebenfalls neue Theater, darunter Kazimierz Owsinski, Alojzy Żółkowski, Agnieszka und Tomasz Truskolaski, Franciszka Pierożyńska, Bonawentura Kudlicz, Józefa Ledóchowska, Ludwik Dmuszewski und viele andere.
Als Schauspieler spielte er zunächst Liebhaber, hatte jedoch später während seiner zweiten Amtszeit als Direktor des Nationaltheaters seine größten schauspielerischen Erfolge, als er 1793 „Old Dominic“ in Taczka Occiarza (seine eigene Adaption von Louis-Sébastien Merciers Werk La Brouette de Vinagrier), „Ferdinand Kokiel“ in Heinrich VI. auf der Jagd und „Bardos“ in Die Krakowiter und die Bergbewohner spielte. Obwohl diese Rollen gewöhnliche Personen waren, war Bogusławski darin genauso überzeugend wie bei älteren Charakteren, Herrschern oder Tyrannen, wie als König Lear in Shakespeares Tragödie, als „König Axur“ in Axur, einem von Antonio Salieri 1793 vertonten Drama, oder als „Old Horace“ in Pierre Corneilles Horace. Als Regisseur arbeitete Bogusławski erfolgreich mit Designern und Musikern zusammen wie mit den Malern Antoni Smuglewicz, Jan Bogumił Plersch, Innocento Maraino und Antonio Scottio oder mit Musikern wie Joseph Elsner und Karol Kurpiński. Bogusławskis interessanteste Aufführungen waren diejenigen, in denen er mehrere Aufgaben übernahm – als ihr Autor und Regisseur und oft auch als Schauspieler in der Hauptrolle.
Bogusławski gilt als eigentlicher Begründer des polnischen Nationaltheaters und wird oft „Vater des polnischen Theaters“ genannt.

## Ehrungen
- Seit 1936 trägt das Theater Kalisz Bogusławskis Namen
- 1947 (5 Złoty), 1965 (40 Groszy), 2001 (1 Złoty), 2015 (2,15 Złoty)[7] sowie 1978 (50 Groszy)[8] wurde er auf Briefmarken der polnischen Post abgebildet
- In mehreren polnischen Städten sind Straßen, u. a. in Białystok, Breslau, Bytom, Częstochowa, Danzig, Kattowitz, Kielce, Krakau, Łódź, Lublin, Rybnik und Warschau (ul. Bogusławskiego Wojciecha), sowie Plätze, u. a. in Kalisz, Posen und Wieruszów (plac Bogusławskiego Wojciecha), oder Gebäude wie der Bogusławski-Palast in Warschau nach Bogusławski benannt
- Wojciech Bogusławski ist die Hauptfigur im Roman Az iksek (Magvető Kiadó, Budapest 1981) und der Komödie Az imposztor (Magvető Kiadó, Budapest 1987) des ungarischen Schriftstellers und Dramatikers Spiró György

## Werke (Auswahl)
- Nędza uszczęśliwiona („Das in Glück verwandelte Leid“, auch „Glück im Unglück“ genannt). Oper in 2 Akten von Maciej Kamieński, polnisch, Uraufführung (UA) Warschau 1778.
- Taczka przedającego ocet i musztardę, czyli cnota w grubej łachmanie („La Brouette de Vinagrier“, „Der Schubkarren des Essighändlers [oder Tugend in Lumpen]“). Komödie von Louis-Sébastien Mercier in 3 Akten, aus dem Französischen übersetzt und adaptiert, UA 23. Oktober 1790.
- Dowód wdzięczności narodu („Dankesbeweis der Nation“). Komödie in 2 Akten von Wojciech Bogusławski für „die glückliche Feier des Throns des Allerheiligsten Herrn“ und als Ergänzung zur Komödie Rückkehr des Mitglieds, polnisch, UA Warschau, 15. September 1791.
- Henryk Szosty na łowach („Heinrich VI. auf der Jagd“). Komödie in 3 Akten von Wojciech Bogusławski, polnisch, UA Warschau, 8. September 1792.
- Axur, król Ormus („Axur, re d’Ormus“, „Axur, König von Ormus“). Heldenoper in 5 Akten von Antonio Salieri, Libretto: Pierre de Beaumarchais, aus dem Französischen ins Italienische und dann ins Polnische übersetzt, UA Warschau, 24. September 1793.
- Cud mniemany, czyli Krakowiacy i górale („Das vermutete Wunder oder Die Krakowiter und die Bergbewohner“). Oper in 4 (oder in 2 oder 3) Akten von Jan Stefani, Libretto: Wojciech Bogusławski, polnisch, UA wahrscheinlich Warschau, 1. März 1794.
- Hamlet, królewicz duński („The Tragedy of Hamlet, Prince of Denmark“, „Hamlet, dänischer Prinz“). Tragödie in 5 Akten von William Shakespeare, aus dem Englischen ins Deutsche übersetzt von Christoph Martin Wieland/Johann Joachim Schröder und von Friedrich Ludwig Schröder verbessert, aus dem Deutschen übersetzt, UA Lemberg 1797.
- Iskahar, król Guaxary („Iskahar, König von Guaxara“). Melodrama in 3 Akten von Joseph Elsner, polnisch, UA Lemberg 1797.